# Yolanda Pérez
Yolanda Pérez (20 de mayo de 1983) es una cantante estadounidense que se especializa en música de banda. Es conocida por su nombre artístico "La Potranquita", nombre tomado por su padre, quien no la entendía por estar enamorada desde su ciudad natal Zacatecas, México.
Yolanda Pérez nació en Los Ángeles, California, Cuando tenía 11 años de edad ganó un concurso de música celebrado en Lynwood, California. Como parte del premio grabó un álbum que lanzó su carrera artística. Desde entonces ha grabado varios álbumes más. Su carrera fue especialmente reforzada cuando firmó con el sello Fonovisa Records, parte de Univision Music Group.
Yolanda perez siguió los pasos de su padre y abuelos que también fueron exponentes de la música de banda. Sus álbumes presentaban todas las características tradicionales de la música de banda, pero desde Déjenme Llorar (de 2003), en adelante ha combinado el sonido de la banda con elementos modernos como el rap, así como la introducción de diálogos en algunas canciones. Su música muestra también otras influencias de hip hop y R & B - esto ha llevado a incluir frases en Spanglish en algunas canciones, como en el dúo Estoy Enamorada con Don Cheto.por lo tanto Yolanda Pérez , además de seguir un ejemplo de banda tradicional, ha puesto su propio sello y la interpretación de este género.
Yolanda Pérez también ha realizado anuncios de servicio público y ha participado en obras de caridad. En 2006 se ofreció como voluntaria para ayudar con la campaña "Got Milk" explicando que las mujeres de América Latina tienden a preocuparse por la belleza externa, pero deben centrarse también en su dieta.

## Discografía
- El Hombre Que Yo Amo
- Éxitos: La Basurita / Cuentas Claras
- Con la Banda Costa Grande
- La Potranquita de Zacatecas (Kimo's Music, 2001)
- Dejenme Llorar (Fonovisa Records, 2003)
- La Potranquita Con Banda (Kimo's Music, 2004)
- Aquí Me Tienes (Fonovisa Records, 2004)
- Esto Es Amor (Fonovisa Records, 2005)
- Te Sigo Amando (Fonovisa Records, 2007)